# Bob McNeill
Robert J. "Bob" McNeill (Filadelfia, Pensilvania, 22 de octubre de 1938) es un exjugador de baloncesto estadounidense que disputó dos temporadas en la NBA, además de jugar posteriormente en la EPBL. Con 1,85 metros de estatura, lo hacía en la posición de base.

## Trayectoria deportiva

### Universidad
Jugó durante tres temporadas con los Hawks de la Universidad de Saint Joseph's, en las que promedió 17,2 puntos, 5,4 asistencias y 4,9 rebotes por partido. Lideró al equipo en puntos y asistencias durante las tres temporadas, acabando como líder histórico de la universidad en asistencias en un partido (13 vs. Lafayette), una temporada (175, 1958-59) y una carrera (442). En sus tres temporadas fue incluido en el mejor quinteto de la Philadelphia Big 5.

### Profesional
Fue elegido en la decimonovena posición del Draft de la NBA de 1960 por New York Knicks, donde jugó una temporada como suplente de Richie Guerin, promediando 5,8 puntos y 3,2 asistencias por partido.
Al año siguiente fue traspasado junto con Charlie Tyra a Chicago Packers a cambio de Dave Budd, quienes inmediatamente lo vendieron a los Philadelphia Warriors, quienes lo traspasaron nuevamente tras 22 partidos disputados a Los Angeles Lakers. Con el equipo californiano llegó a disputar las Finales de la NBA de 1962, en las que cayeron ante Boston Celtics,con McNeill promediando 1,8 puntos y 1,4 asistencias por partido.
Tras quedarse sin equipo en la NBA fichó por los Camden Bullets de la EPBL, con los que jugó 4 temporadas, logrando el título de campeones en 1964, en una temporada en la que fue el segundo mejor anotador del equipo, por detrás de Paul Arizin, promediando 21,3 puntos por partido. En 1963 y 1965 fue elegido MVP del All-Star Game.
Jugó posteriormente con los Trenton Colonials y con los Allentown Jets, con los que ganaría un segundo título de campeón en 1968, antes de retirarse definitivamente.

## Estadísticas de su carrera en la NBA

### Temporada regular
| Año     | Equipo       | PJ  | MPP  | TC%  | TL%  | RPP | APP | PPP |
| ------- | ------------ | --- | ---- | ---- | ---- | --- | --- | --- |
| 1960-61 | New York     | 75  | 18.5 | .389 | .833 | 1.6 | 3.2 | 5.8 |
| 1961-62 | Philadelphia | 21  | 10.1 | .447 | .818 | 1.6 | 2.3 | 4.1 |
| 1961-62 | L.A. Lakers  | 29  | 7.9  | .367 | .667 | .8  | 1.4 | 1.8 |
| Total   | Total        | 125 | 14.6 | .394 | .819 | 1.4 | 2.6 | 4.6 |

### Playoffs
| Año   | Equipo      | PJ | MPP | TC%  | TL%  | RPP | APP | PPP |
| ----- | ----------- | -- | --- | ---- | ---- | --- | --- | --- |
| 1962  | L.A. Lakers | 5  | 6.0 | .571 | .500 | 1.2 | 1.0 | 1.8 |
| Total | Total       | 5  | 6.0 | .571 | .500 | 1.2 | 1.0 | 1.8 |